# La Danse mauresque
La Danse mauresque – ou Les Almées – est un tableau réalisé en 1895 par le peintre français Henri de Toulouse-Lautrec. D'un format horizontal presque carré, cette huile sur toile est une scène de genre qui représente La Goulue en train de danser devant une assistance, de dos au premier plan. Au sein de cette dernière, l'artiste s'est représenté lui-même aux côtés de connaissances, parmi lesquelles Oscar Wilde et Félix Fénéon, la peinture étant donc un portrait de groupe comprenant un autoportrait.
L'œuvre constitue le panneau de droite d'un diptyque destiné à décorer une baraque à la foire du Trône, l'autre étant La Danse au Moulin-Rouge – ou La Goulue et Valentin le désossé. Elle est conservée depuis 1929 au musée d'Orsay, qui en 1930 l'a reconstituée à partir de fragments.

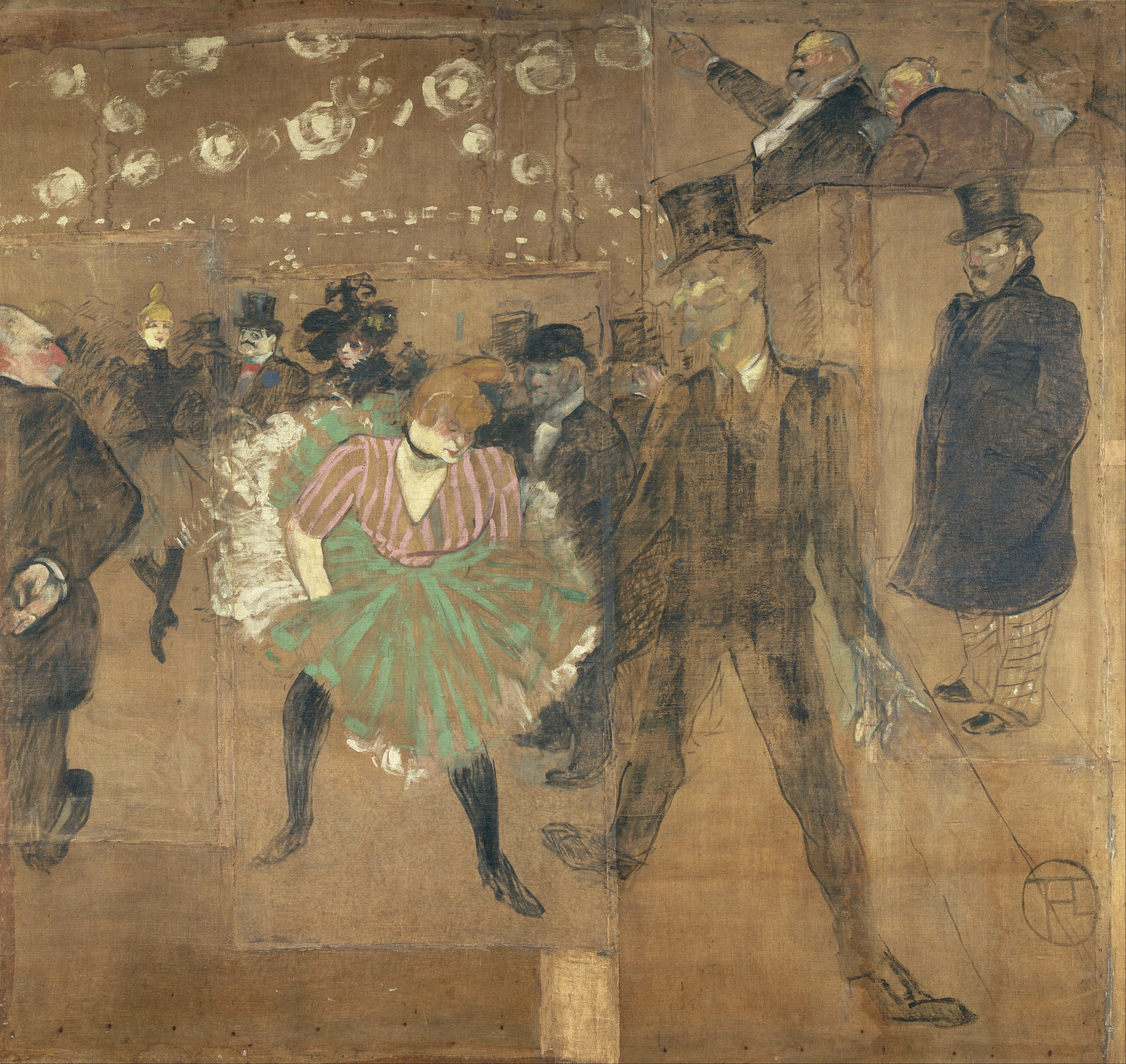
La Danse au Moulin-Rouge, 1895 – Musée d'Orsay, Paris.